# Aleksander Litwinowicz
Aleksander Litwinowicz, ps. „Władysław” (ur. 15 lutego?/27 lutego 1879 w Petersburgu, zm. 14 stycznia 1948 w Szczecinie) – inżynier mechanik, generał brygady Wojska Polskiego, kawaler Orderu Virtuti Militari.

## Życiorys
Ukończył gimnazjum filologiczne w Petersburgu w 1897, a następnie Wydział Budowy Maszyn Politechniki Lwowskiej w 1904. Był członkiem Związku Walki Czynnej i od 1910 Związku Strzeleckiego. Od 1 sierpnia 1914 w Legionach Polskich – intendent 1 Kompanii Kadrowej, a następnie w 1 pułku piechoty. Odmówił złożenia przysięgi, po czym działał w Polskiej Organizacji Wojskowej w Galicji. Następnie od października 1916 do sierpnia 1917 służył w Polskim Korpusie Posiłkowym jako zastępca szefa intendentury.
W okresie listopad 1918 – czerwiec 1919 walczył w obronie Lwowa, potem był szefem służby intendentury Dowództwa „Wschód”. 3 czerwca 1919 został przeniesiony do Departamentu Gospodarczego Ministerstwa Spraw Wojskowych w Warszawie na stanowisko pomocnika szefa departamentu. Od listopada 1919 do lipca 1923 szef Departamentu Intendentury MSWojsk. 20 września 1920 został zatwierdzony w stopniu pułkownika ze starszeństwem z dniem 1 kwietnia 1920 w Korpusie Intendentów.
14 marca 1920 został pierwszym prezesem Wojskowego Klubu Sportowego „Legia”. 3 maja 1922 został zweryfikowany w stopniu pułkownika ze starszeństwem z dniem 1 czerwca 1919 i 1. lokatą w korpusie oficerów intendentów. 17 maja 1922 odznaczono go orderem wojskowym „Virtuti Militari" V klasy. 
Od lipca 1923 pozostawał w Rezerwie Oficerów Sztabowych Dowództwa Okręgu Korpusu Nr I w Warszawie. 1 marca 1924 został przydzielony do Departamentu Intendentury MSWojsk, jako oddziału macierzystego z pozostawieniem w dyspozycji Ministra Spraw Wojskowych. 31 marca 1924 Prezydent RP Stanisław Wojciechowski, na wniosek Ministra Spraw Wojskowych, gen. dyw. Władysława Sikorskiego awansował go do stopnia generała brygady ze starszeństwem z dniem 1 lipca 1923 i 7. lokatą w korpusie generałów. W sierpniu tego roku został szefem Departamentu Przemysłu Wojennego MSWojsk. W listopadzie 1924 był jednym z oficerów, którzy podali się do dymisji w ramach tzw. strajku generałów. 15 lipca 1927 został mianowany dowódcą Okręgu Korpusu Nr III w Grodnie. W październiku 1935 został mianowany dowódcą Okręgu Korpusu Nr VI we Lwowie. W styczniu 1936 otrzymał tytuł honorowego obywatela Grodna. Opuszczając stanowisko dowódcy OK VI podczas uroczystości pożegnalnej generał oznajmił: Wyjeżdżam z gorącą pamięcią o Lwowie i z dalszym nastawieniem na Lwów. Od 14 lipca 1936 do 18 września 1939 był II wiceministrem spraw wojskowych – szefem Administracji Armii. 
W 1936 został prezesem zarządu głównego Towarzystwa Badania Historii Obrony Lwowa i Województw Południowo-Wschodnich. W 1937 był protektorem honorowym klubu sportowego LKS Pogoń Lwów. Był prezesem Koła Lwowian i Przyjaciół Lwowa Towarzystwa Rozwoju Ziem Wschodnich w 1939.

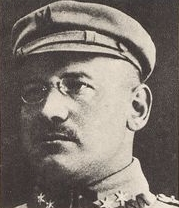
Fotografia z okresu służby w Legionach Polskich podczas I wojny światowej

17 września 1939 przekroczył granicę polsko-rumuńską i został internowany. Do końca wojny przebywał w obozie w Băile Herculane. W 1946 powrócił do Polski, osiadł w Szczecinie, gdzie pracował jako kierownik Biura Pełnomocnika Rządu ds. Odbudowy Portów. Pochowany na cmentarzu Centralnym w Szczecinie (kwatera 2B-7-8).
Był trzykrotnie żonaty. Pierwszą żoną była nieznana z nazwiska Leonia, z którą się rozwiódł. W 1919 r. ożenił się powtórnie z Gabrielą z Kościów z którą miał jedną córkę. Po przejściu na kalwinizm, rozwiódł się ponownie i ożenił z Olgą Gąssowską.

## Awanse
- porucznik – 9 października 1914
- kapitan – 1 kwietnia 1916
- major – 23 listopada 1918
- podpułkownik – 1 listopada 1919
- pułkownik – 20 września 1920 zatwierdzony ze starszeństwem z dniem 1 kwietnia 1920 w Korpusie Intendentów, 3 maja 1922 zweryfikowany ze starszeństwem z dniem 1 czerwca 1919 i 1. lokatą w korpusie oficerów intendentów
- generał brygady – 31 marca 1924 ze starszeństwem z dniem 1 lipca 1923 i 7. lokatą w korpusie generałów

## Ordery i odznaczenia

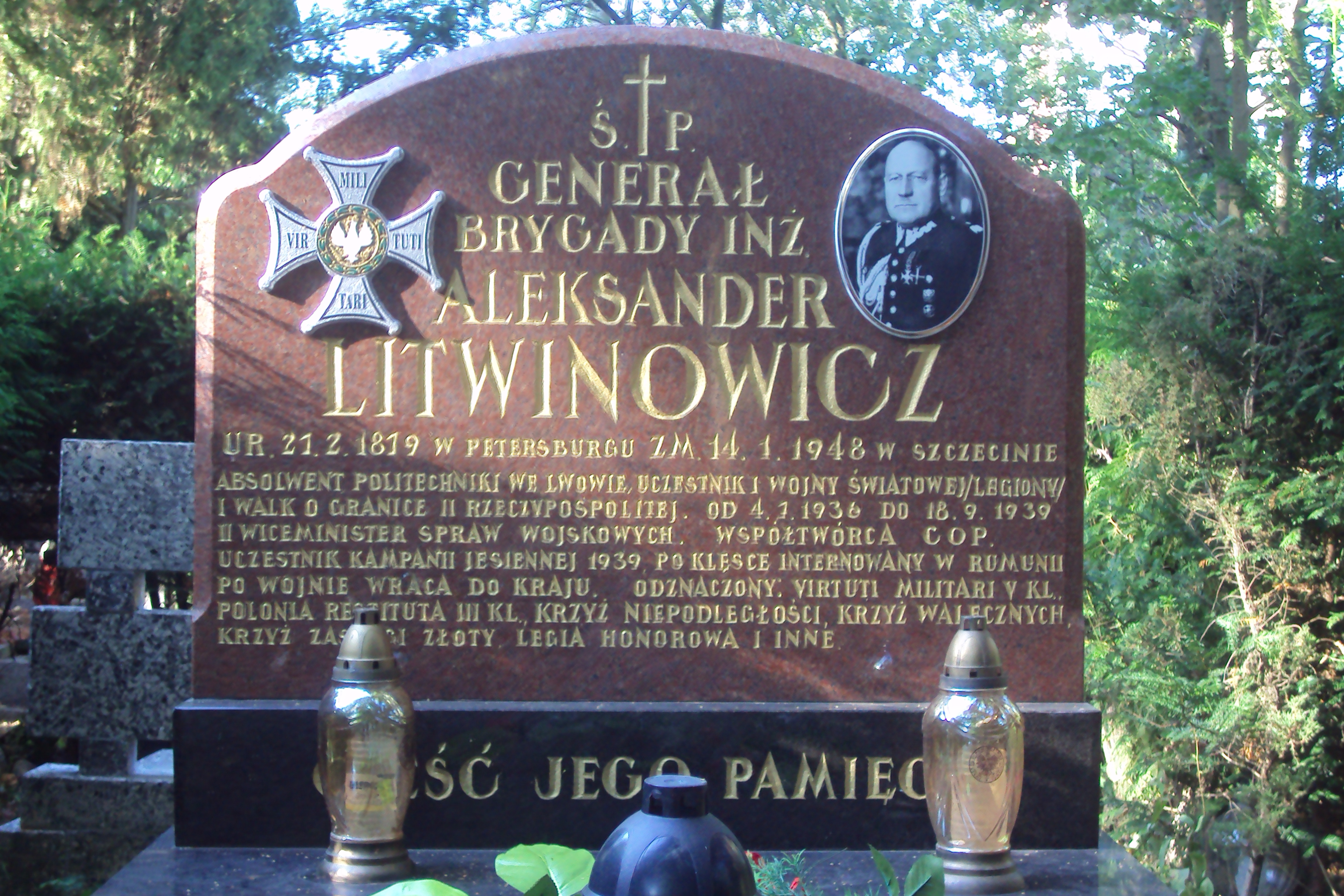
Grób Aleksandra Litwinowicza na cmentarzu Centralnym w Szczecinie

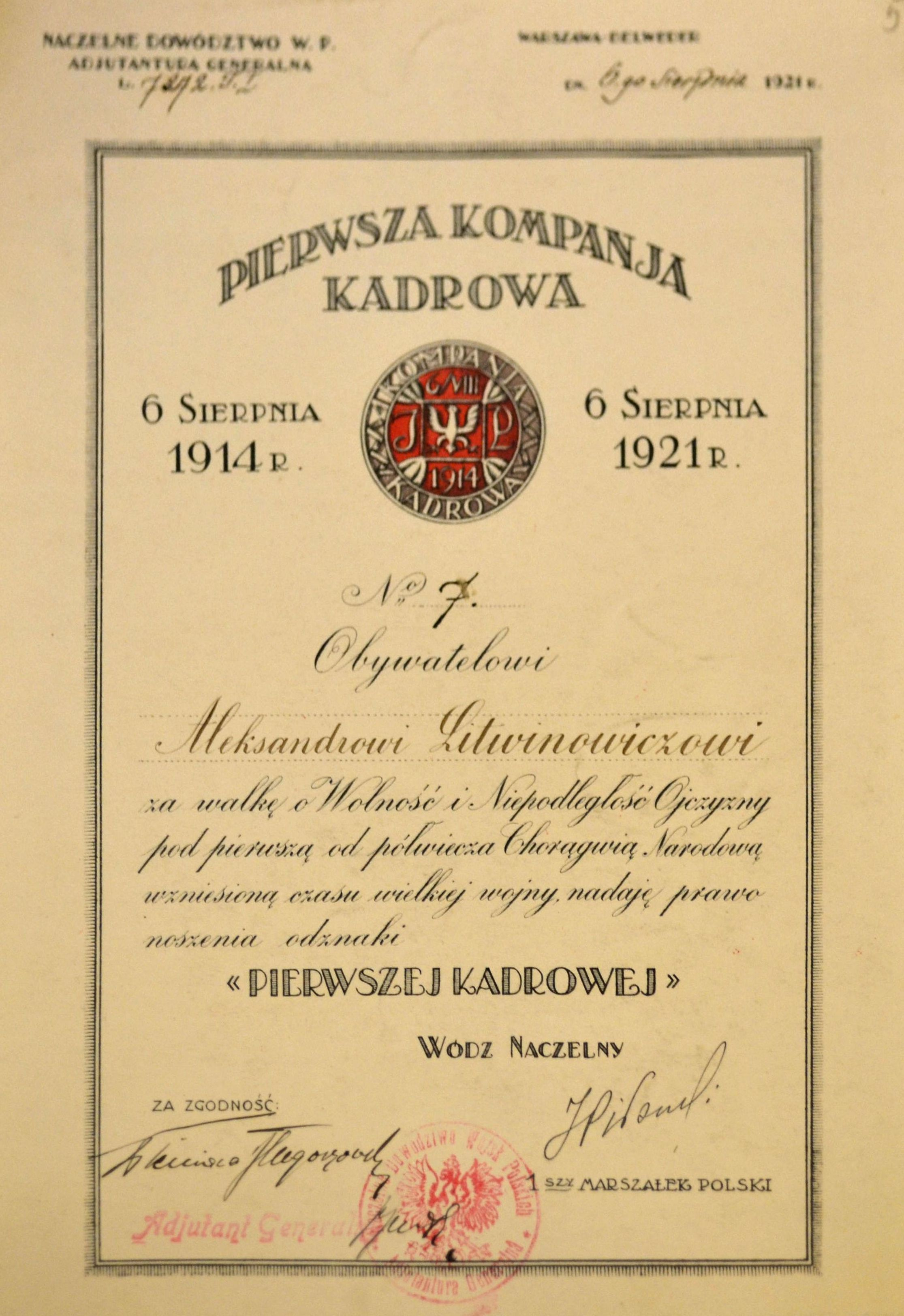
Dyplom odznaki "Pierwszej Kadrowej" Aleksandra Litwinowicza

- Krzyż Srebrny Orderu Wojskowego Virtuti Militari nr 7489[22] (17 maja 1922)[23][24]
- Krzyż Komandorski Orderu Odrodzenia Polski (3 maja 1928)[25][26][27]
- Krzyż Niepodległości (9 stycznia 1932)[28][22]
- Krzyż Oficerski Orderu Odrodzenia Polski (2 maja 1922)[29][22][30]
- Krzyż Walecznych[22]
- Złoty Krzyż Zasługi (17 marca 1930)[31]
- Odznaka Pamiątkowa „Pierwszej Kadrowej”[32][22]
- Order Krzyża Orła II klasy (Estonia, 1935)[33][34]
- Komandor Order św. Sawy (Jugosławia, 1927)[35]
- Komandor Orderu Gwiazdy Rumunii (Rumunia, 1931)[36]
- Kawaler Orderu Legii Honorowej (Francja, 1922)[37]

## Upamiętnienie
28 czerwca 2018 sekretarz stanu Tomasz Zdzikot, działając z upoważnienia ministra obrony narodowej Mariusza Błaszczaka, nadał 15 Wojskowemu Oddziałowi Gospodarczemu w Szczecinie imię generała brygady Aleksandra Litwinowicza.